# Иваново (Рязанская область)
Иваново — деревня в Клепиковском районе Рязанской области. Входит в состав Ненашкинского сельского поселения.

## География
Находится в северной части Рязанской области на расстоянии приблизительно 12 км на север-северо-запад по прямой от районного центра города Спас-Клепики.

## История
В 1859 году здесь (тогда деревня Егорьевского уезда Рязанской губернии) было учтено 20 дворов, в 1897 — 36. 

## Население
Численность населения: 140 человек (1859 год), 166 (1897), 4 в 2002 году (русские 100%), 3 в 2010.